# Stanhope (Durham)
Stanhope é uma vila e paróquia civil do distrito de County Durham, no condado de Durham, na Inglaterra. A paróquia inclui Bollihope, Bridge End, Brotherlee, Copthill, Cornriggs, Cowshill, Crawleyside, Daddry Shield, East Blackdene, Eastgate, Frosterley, Hill End, Ireshopeburn, Killhope, Lanehead, Lintzgarth, New House, Rookhope, Shittlehope, St John's Chapel, Unthank, Wearhead, West Blackdene, Westgate e White Kirkley. Sua população é de 1627 habitantes (2019) (4581, paróquia 2011).